# Karabair
Karabairhästen är en hästras från Uzbekistan och den är en av Centralasiens äldsta hästraser som härstammar från ett område i Uzbekistan som redan under antiken var berömt för sina hästar. Karabairhästen är sund och tålig och används ofta inom den traditionella sporten Kok-boru, en centralasiatisk variant av hästpolo.

## Historia
Genetiskt sätt är Karabairhästen en korsning mellan olika orientaliska raser och primitva stäppraser. Resultatet blev en liten men väldigt snabb ridhäst. Uppfödarna var noggranna med att rasen skulle bibehålla vissa egenskaper från det arabiska fullblodet t.ex. det ädla huvudet, men rasen blev lite tyngre och det saknar arabens konkava profil och kan istället ha en nästan konvex eller rak noslinje. 
Uppfödningen skedde i det område av Uzbekistan som var ett stort nät av korsande handelsvägar vilket säkert ledde till att rasen spreds ut till hela världen men de registrerade hästarna är dock absolut flest i Centralasien. Rasen omnämndes även i berättelser från fälttåg som de kristna förde. 

## Egenskaper
Karabair är en utmärkt rid- och körhäst som är naturligt sund och sällan drabbas av hälta. Dessutom är den mycket modig vilket kanske är nödvändigt då rasen används mycket inom Uzbekistans nationella ryttarlekar "kokpar" som är en variant av hästpolo, fast istället för en boll och klubba använder man huvudet eller kroppen av en död kalv och man får plocka upp den för hand. 
Rasen föds idag upp i stora hjordar som går på varierande beten. Fodret består nästan bara av hö och enda gången man stödfodrar är när det är riktigt dåligt väder och då med brödsäd. Unghästarna rids in tidigt vid ca 2 års ålder och sen prestationstestas de på kapplöpningsbanor i Tasjkent där de senare får tävla mot varandra. Men kapplöpning är inte rasens starka sida utan istället anordnar man ibland rid- och körtävlingar som ger en bättre uppfattning om hästarnas uthållighet och temperament. 